# Police Quest
Police Quest é uma série de quatro jogos de computador de aventura policial, produzidos entre 1987 e 1993. Os três primeiros jogos da série foram escritos pelo policial Jim Walls e o quarto título pelo Chefe do LAPD Daryl F. Gates.

## Jogos

### Police Quest: In Pursuit of the Death Angel
Lançado em 1987, utilizando a linguagem proprietária da Sierra chamada AGI (Adventure Game Interpreter), Police Quest faz o jogador passar pelo papel de Sonny Bonds, um novato policial na fictícia cidade de Lytton, Califórnia. Alocado para o controple de transito, Sonny investiga o que parece ser um simples acidente, mas acaba por ser um homicídio. À medida que o jogo progride, ele vai de patrulhas na área de narcóticos, para atuar como detetive disfarçado e, finalmente, acompanhar "Death Angel", um traficante assassino chamado Jessie Bains. Sonny é ajudado pela Marie "Sweet Cheeks", sua namoradinha de colégio, que agora trabalha como uma prostituta.

### Police Quest II: The Vengeance
Depois de prender Jessie Bains, Bonds é promovido à divisão homicídio. Ele começa um namoro com Marie Wilkins, que o ajudara no seu trabalho clandestino em troca da remoção das acusações de prostituição contra ela. Uma sombra escura aparece então durante esta sua vida feliz, no entanto, quando Bains escapa da prisão e busca vingança. Com a ajuda do seu parceiro Keith, Bonds deve proteger a vida de sua namorada, bem como a sua própria, enquanto persegue "Death Angel" novamente. Apesar dos esforços da Sonny, no entanto, Bains abduz Marie e a aventura prossegue.

### Police Quest III: The Kindred
Sonny e Marie casam-se após a morte de Bains. Promovido mais uma vez, Sonny agora tem que lidar com a criminalidade galopante a medida que um cartel de drogas começa a operar em Lytton e a evidência de um culto satânico começa a aparecer. Quando Marie é esfaqueada em um estacionamento de shopping, o trabalho de Sonny pela polícia se torna pessoal.

### Police Quest IV: Open Season
O primeiro jogo de Daryl F. Gates para a Sierra afastou-se totalmente do estilo dos jogos anteriores. O jogador deixou de ser expresso como Sonny Bonds, mas como John Carey, e a ação não se passava mais em Lytton, mas, em Los Angeles, Califórnia. Carey, um detetive da homicídios da LAPD cujo melhor amigo foi morto, deve rastrear um assassino em série em Los Angeles

## Ligações Externas
- Uma breve história do Police Quest
- Sinopsis e dicas de Police Quest Series no Wayback Machine (arquivado em 2006-10-20)
- A música de Police Quest
- Síte com a Coleção Police Quest no Wayback Machine (arquivado em 2009-04-09)